# Ласкаво просимо до Коллінвуду
Ласкаво просимо до Коллінвуду — кримінальна комедія 2002 року.

## Сюжет
Дрібний злодюжка Козімо дізнається від свого сусіда по камері у в'язниці про вигідну і не дуже ризиковану справу. Тепер для того, щоб опинитися на волі, йому потрібна людина, яка за кілька сотень доларів візьме на себе його злочин. Однак бажаючих заробити виявляється забагато, і врешті-решт вони вирішують піти на справу без Козімо.

## Акторський склад
- Вільям Мейсі — Райлі
- Ісая Вашингтон[en] — Леон
- Сем Роквелл — Пепе / Перо Махалович
- Майкл Джетер — Тото
- Луїс Гузман — Козімо
- Патрісія Кларксон — Розалінд
- Ендрю Даволі — Безіл
- Джордж Клуні — Єжи
- Девід Варшофський — сержант Бабіч
- Дженніфер Еспозіто — Кармела
- Ґабріель Юніон — Мішель